# 赛兹奈
赛兹奈（法語：Saizenay，法語發音：[sɛznɛ]）是法国汝拉省的一个市镇，位于该省东部偏北，属于隆斯勒索涅区。

## 地理
赛兹奈（46°57'43"N, 5°54'54"E）面积4.88 平方千米，位于法国勃艮第-弗朗什-孔泰大區汝拉省，该省份为法国东部内陆省份，北起上索恩省，西北接科多尔省，西临索恩-卢瓦尔省，南至安省，东与杜省和瑞士接壤。
与赛兹奈接壤的市镇（或旧市镇、城区）包括：萨兰莱班、楠苏圣安娜。
赛兹奈的时区为UTC+01:00、UTC+02:00（夏令时）。

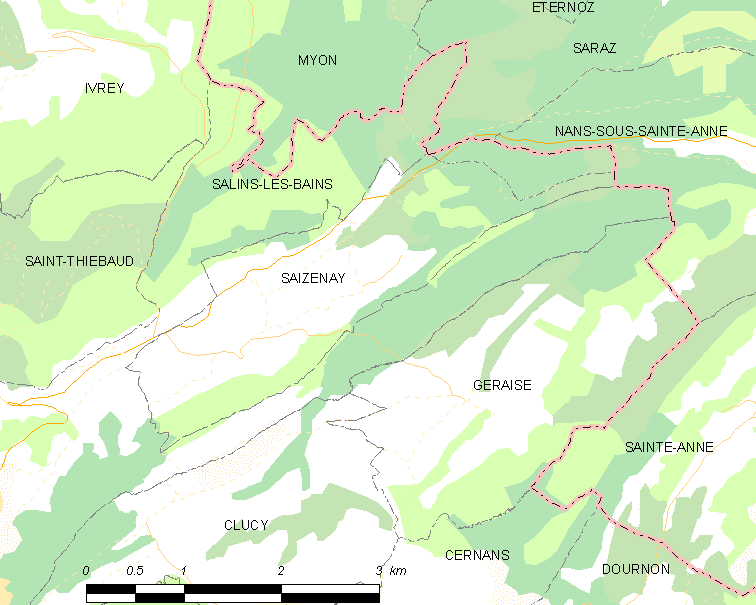
赛兹奈的OSM定位图

## 行政
赛兹奈的邮政编码为39110，INSEE市镇编码为39497。

## 政治
赛兹奈所属的省级选区为阿尔布瓦县。

## 交通
汝拉省省道D262线和D492线过境。

## 人口

1962-2008年间赛兹奈人口变化图示

赛兹奈于2022年1月1日时的人口数量为99人。